# SN 1997cv
SN 1997cv – supernowa nieznanego typu odkryta 7 lipca 1997 roku w galaktyce E383-G31. W momencie odkrycia miała maksymalną jasność 19,70m.